# Chevrier-Waldmaus
Die Chevrier-Waldmaus (Apodemus chevrieri) ist eine Säugetierart aus der Gattung der Waldmäuse (Apodemus) innerhalb der Nagetiere (Rodentia). Sie ist im Süden der Volksrepublik China verbreitet.

## Merkmale
Die Chevrier-Waldmaus erreicht eine Kopf-Rumpf-Länge von 8,8 bis 11,0 Zentimetern und eine Schwanzlänge von 8,3 bis 10,5 Zentimetern. Die Hinterfußlänge beträgt 22 bis 25 Millimeter und die Ohrlänge 14 bis 16 Millimeter. Die Art entspricht in ihrem Aussehen sehr stark der nahe verwandten Brandmaus (Apodemus agrarius) mit einem gelblich- bis rötlich-braunen Rückenfell, unterscheidet sich von dieser jedoch vor allem durch die etwas größere Größe sowie das Fehlen des Rückenstreifens.

## Verbreitung
Die Chevrier-Waldmaus ist im Süden der Volksrepublik China verbreitet und kommt in den Provinzen Yunnan, Sichuan, Guizhou, Chongqing, dem Westen von Hubei sowie dem Süden von Shaanxi und Gansu vor, ein weiterer Nachweis stammt aus Hunan.

## Lebensweise
Die Chevrier-Waldmaus lebt vor allem in landwirtschaftlich genutzten Flächen, Grasflächen und offenem Waldland in Höhen von 1800 bis 2300 Metern. Sie ist tagaktiv und ernährt sich vorwiegend herbivor von Samen, kann jedoch gelegentlich auch Insekten fressen.

## Systematik
Die Chevrier-Waldmaus wird als eigenständige Art innerhalb der Waldmäuse (Gattung Apodemus) eingeordnet, die aus 20 Arten besteht und über weite Teile Europas und Asiens verbreitet ist. Die wissenschaftliche Erstbeschreibung erfolgte durch Alphonse Milne-Edwards im Jahr 1856, der die Art anhand von Individuen aus der Region Muping in der chinesischen Provinz Sichuan beschrieb.

## Gefährdung und Schutz
Die Art wird von der International Union for Conservation of Nature and Natural Resources (IUCN) als nicht gefährdet (least concern) gelistet. Begründet wird dies durch das große Verbreitungsgebiet, die angenommen großen Bestände mit nur geringem Rückgang sowie das Vorkommen in mehreren Schutzgebieten.